# Ernst J. Eichwald
Ernst J. Eichwald (geboren 13. Dezember 1913 in Hannover; gestorben 23. Dezember 2007 in Salt Lake City) war ein US-amerikanischer Pathologe deutscher Herkunft. 

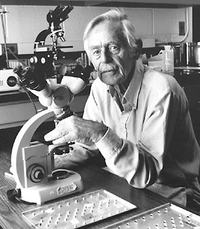
Ernst J Eichwald (2007)

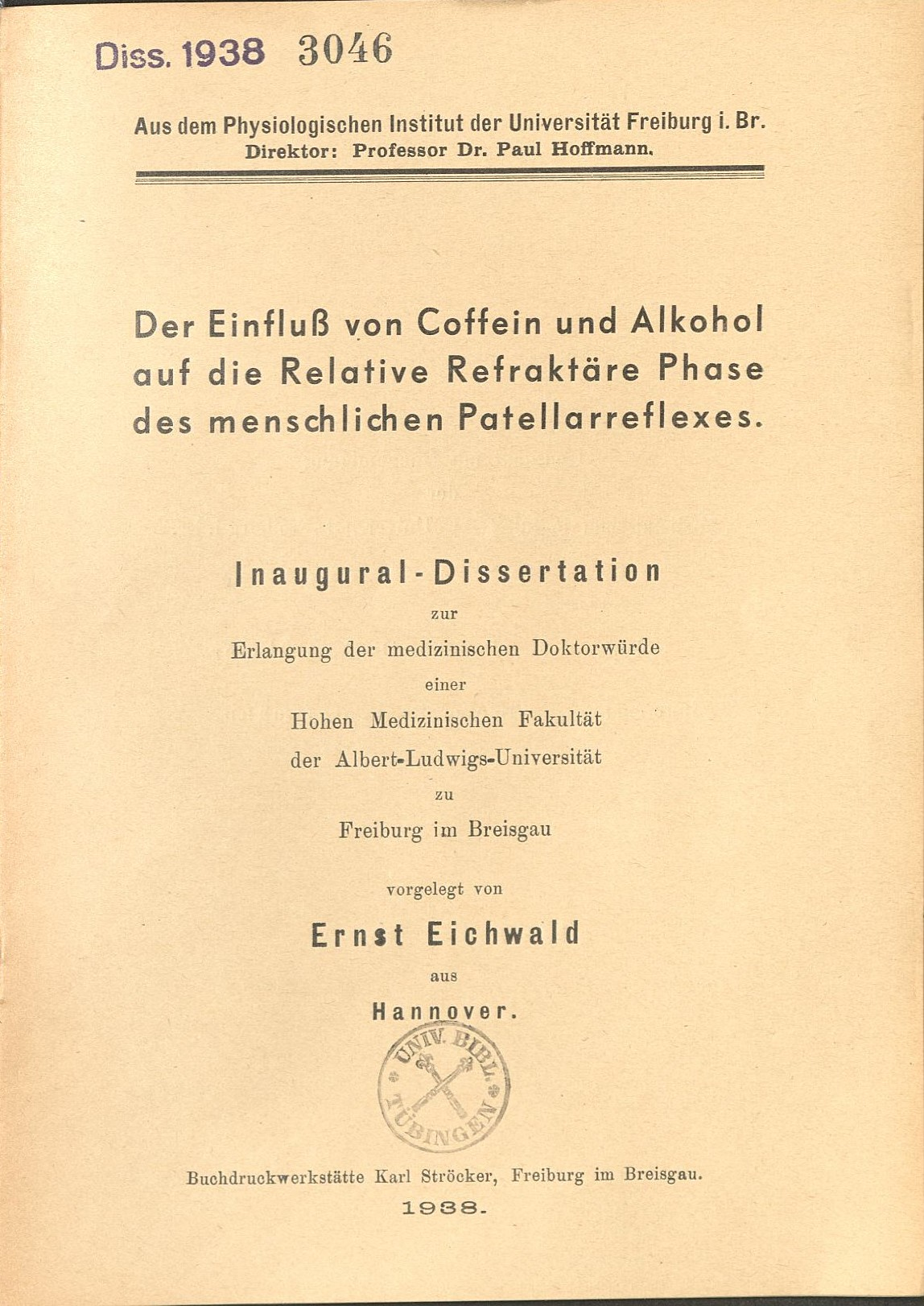
Dissertation (1938)

## Leben
Ernst Julius Eichwald war ein Sohn des Arztes Paul Aron Eichwald und der Jenny Grahn, sein Vater fiel 1916 im Ersten Weltkrieg vor Verdun. Eichwald besuchte in Hannover das Goethe-Gymnasium und nahm 1932 das Studium der Medizin an der Universität Frankfurt am Main auf. Er wurde 1938 bei Paul Hoffmann an der Universität Freiburg im Breisgau promoviert. Im gleichen Jahr emigrierte er in die USA.
Eichwald arbeitete als Assistenzarzt in Covington (Kentucky), in Dayton (Ohio), dann am Children’s Hospital in Boston. Er war Assistenzarzt für Pathologie an der Harvard Medical School. Von 1944 bis 1946 diente er als leitender Laborarzt in der US Army auf dem pazifischen Kriegsschauplatz.
Er wurde 1948 Pathologe an der University of Utah und wurde dort 1953 ein zweites Mal promoviert. Ab 1953 arbeitete er am Montana Deaconess Hospital in Great Falls, Montana. Er wurde Professor für Mikrobiologie an der Montana State University, Bozeman und engagierte sich in der American Cancer Society. Von 1967 bis zu seiner Pensionierung 1979 war Eichwald Professor für Pathologie und Chirurgie in Salt Lake City an der University of Utah. 1984 erhielt er eine Festschrift. 
Eichwald forschte zur Gewebetransplantation und zu genetischen Faktoren, die die Abstoßung von Organtransplantaten bewirken. Er organisierte 1953 die erste „International Transplantation Conference“, gefördert vom National Institutes of Health in Harriman (New York). Er war Gründer der Zeitschrift Transplantation Bulletin und leitete zwischen 1955 und 1967 das „Transplantation Committee“ bei der National Academy of Sciences.
Er war mit Beverly M. Plath verheiratet, sie hatten drei Kinder. 

## Schriften (Auswahl)
- Der Einfluß von Coffein und Alkohol auf die relative refraktäre Phase des menschlichen Patellarreflexes. Freiburg i. Br., Univ., Diss., 1938